# Trémaïé
Les Trémaïé (provençal Tremaïe, /trema:je/) sont un bas-relief rupestre daté de l'époque gallo-romaine situé dans la commune Les Baux-de-Provence (Bouches-du-Rhône). Il est associé, depuis le XVIIe siècle au moins au culte rendu aux saintes Maries qui, selon la tradition, auraient accosté sur une barque en Provence au Ier siècle.
L'accès se fait par un sentier de randonnée.

## Historique

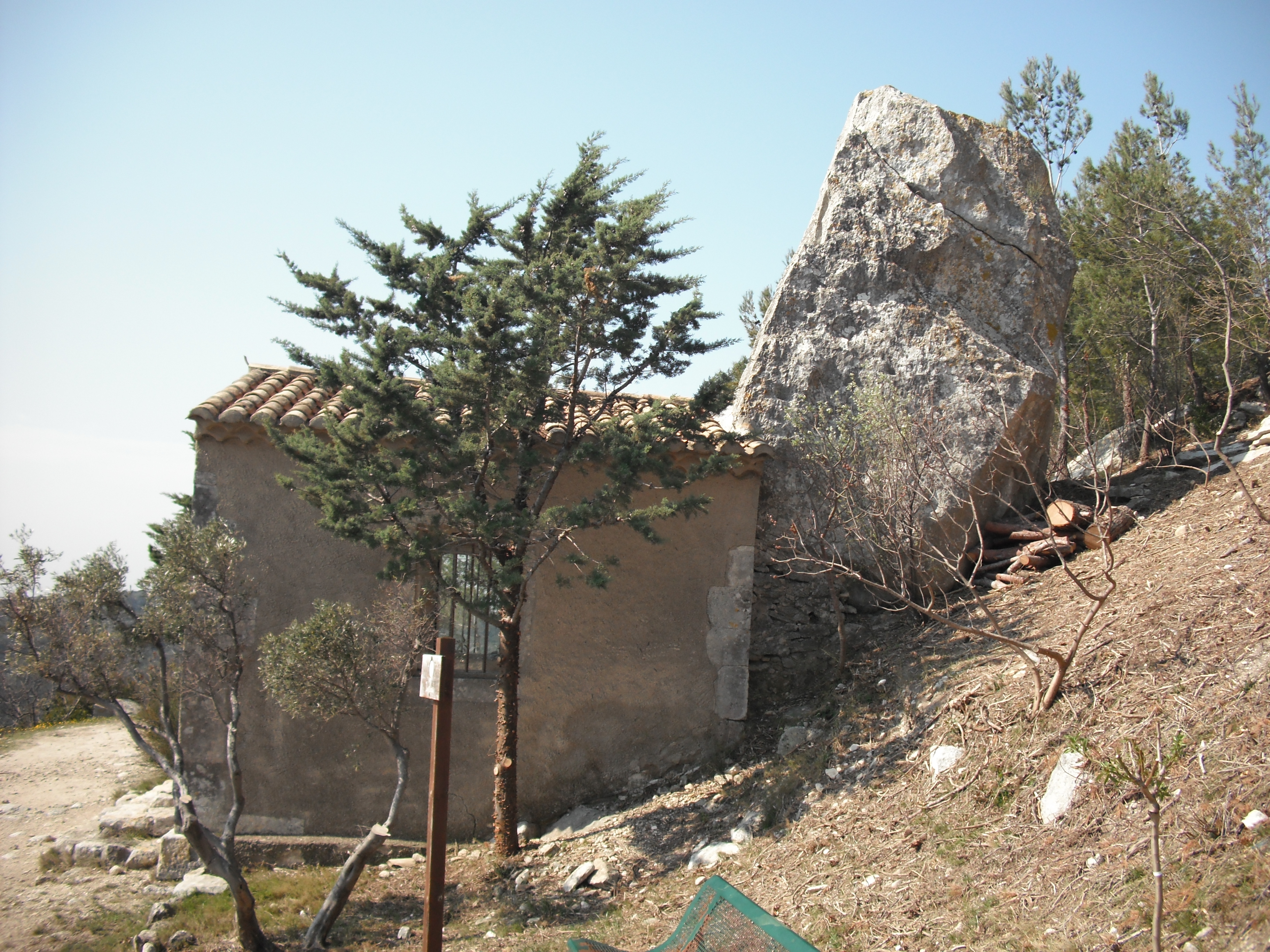
Chapelle et rocher des Trémaïé.

Les Trémaïé sont sculptées sur un rocher situé au sud-est du plateau des Baux-de-Provence, en contrebas du château des Baux-de-Provence. Selon le préfet des Bouches-du-Rhône, Christophe de Villeneuve-Bargemon, ce rocher se serait écroulé depuis le plateau. Il mesure 7,60 mètres sur 4,50 mètres. Le bas-relief est sculpté dans une niche de 2 mètres sur 1,35 mètre, elle aussi sculptée, et ornées d'acrotères.
Comme le rocher se trouve dans une position instable, menaçant de continuer à rouler, une chapelle lui est accolée depuis le XIXe siècle, 1845 précisément, afin de le stabiliser complètement. De 1830, début du culte catholique lié aux Trémaïé, jusqu'à 1910 environ, les habitants des Baux y effectuaient un pèlerinage tous les 25 mai. Pour l'occasion, ils portaient une petite statue polychrome représentant la barque sur laquelle les Trois Maries débarquèrent en Provence. Participer à ce pèlerinage était moins onéreux pour les habitants des Alpilles que d'effectuer le pèlerinage aux Saintes-Maries-de-la-Mer en Camargue.

### Légende des Trois Maries
Le monument a reçu, au XVIIe siècle au plus tard, le nom provençal de Tremaïe (« Trois Maries »). Les habitants des Baux voyaient dans ce bas-relief trois femmes, qu'ils associaient aux compagnes du Christ, connues sous le nom de saintes Maries : Marie de Béthanie, Marie Salomé, mère des apôtres Jean et Jacques de Zébédée et Marie Jacobé. Cette identification est erronée, ne serait-ce que par le fait que les trois personnes sculptées sont en fait un homme (à gauche) et deux femmes.
La tradition de voir dans ce bas-relief les visages des saintes Maries remontent à la croyance provençale séculaire selon laquelle ces trois femmes, montées dans une barque à Joppé, en Palestine, accostèrent sur le plateau du château des Baux – selon la légende, en effet, la mer bordait la chaîne des Alpilles en ce temps-là.

## Description du monument

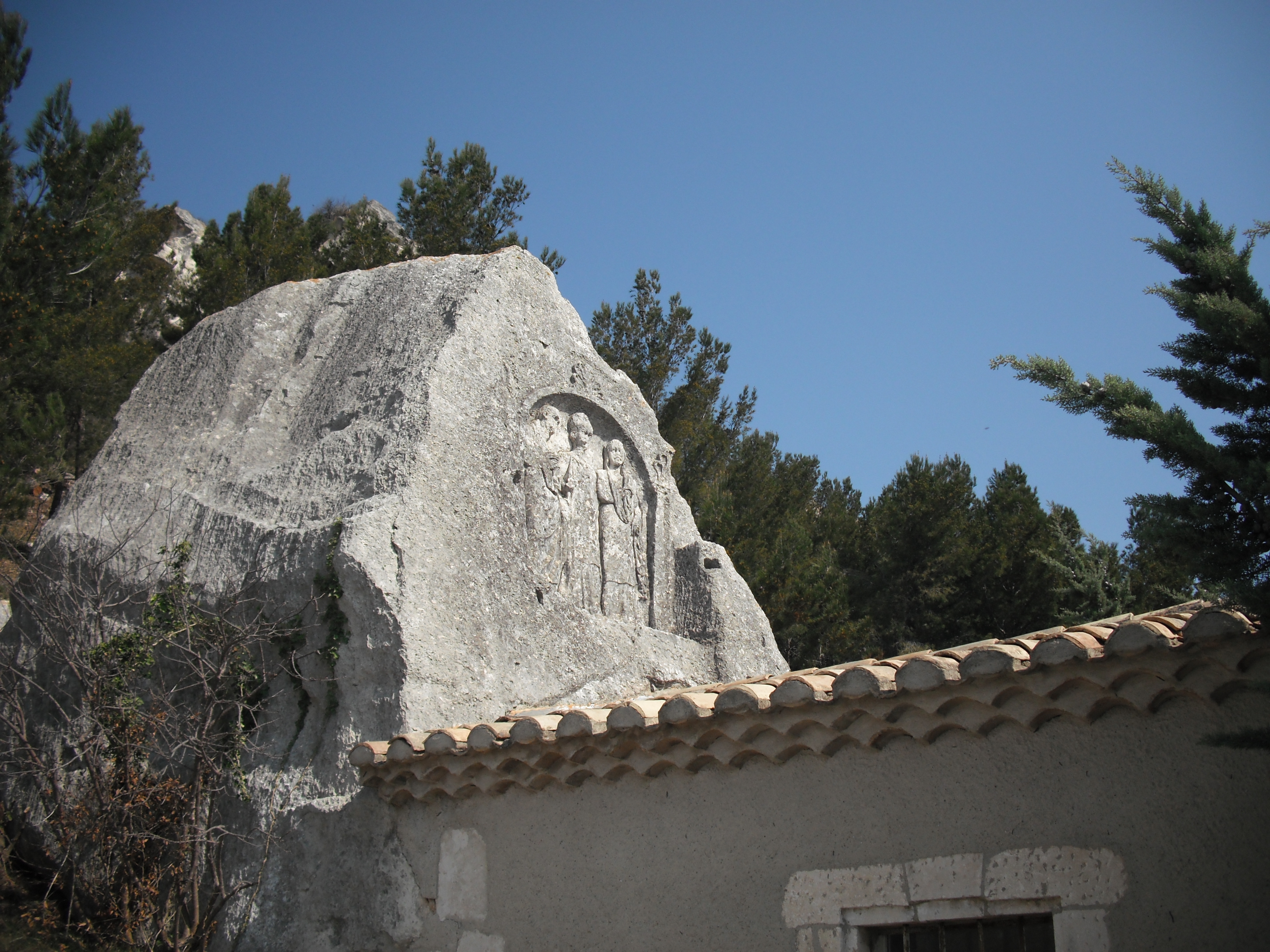
Le bas-relief au-dessus du toit de la chapelle.

Le bas-relief des Trémaïé se trouve à 4 mètres au-dessus du niveau du sol, juste au-dessus du toit de la chapelle. Il représente trois personnages : un homme et deux femmes grandeur nature ; les statues mesurent entre 1,75 m et 1,83 m. La tête des deux personnages excentrés est légèrement tournée vers le personnage central. 
L'archéologue Isidore Gilles (1870) voyait dans ces figures les statues du consul Marius, sa femme Julia et la prophétesse Marthe, rejoignant en cela une partie de la tradition. Pour Antoine Héron de Villefosse, le personnage au centre est la déesse Diane. Pour Rochetin, il faut voir dans ce personnage une déesse mère.
Une épitaphe a été identifiée en dessous du bas-relief, indiquant avec une certitude absolue qu'il s'agit d'un relief votif gallo-romain. De mauvaise qualité, car effacée par le temps, elle a été lue de deux manières différentes :
- Christophe de Villeneuve-Bargemon (1824) lit : « [- - -]f Caldus / [- - -]ae posuit P[- - -][1]. »
- A. Héron de Villefosse (vers 1880) lit : « [- - -]f Caldus / [- - -]ou pro sal /[- - -]uricus[4]. »
- M. Janon (1965), lit : « [- - -]f(ilius) Caldus / [- - -]pro salute /[- - -][4]. »

La lecture faite par Janon, et de manière approchante, celle des deux autres, peut se traduire par : « [...], fils de [...] Caldus, pour le salut de [...]. » Le f de l'épitaphe pouvant aussi se lire filia, il est envisageable que les deux personnages excentrés sont les parents de la jeune fille située au centre, coiffée d'une haute chevelure et voilée, qu'ils recommandent à une divinité gallo-romaine.